# Phyllocladus trichomanoides
Phyllocladus trichomanoides — вид хвойних рослин родини подокарпових.
лат. trichoma — «волосся», вказуючи на волосеподібну форму листків.

## Опис
Однодомне пірамідальне лісове дерево до 20 м заввишки 100 см діаметром. Кора темно-коричнева, вивітрюючись стає сірою з чорнуватими клаптями. Листки неповнолітніх до 2 см завдовжки, вузько-лінійні, червонувато-коричневі, листяні; дорослих — набагато менші. Пилкові шишки 3–10 мм завдовжки, тригранні, глибоко багряні спершу, змінюються на малинові по мірі дорослішання і дозрівання. Насіння горіхоподібне, ≈ 3 мм у довжину, від зеленувато-чорного до чорного кольору.

## Поширення, екологія
Країни поширення: Нова Зеландія (Пн., Пд. о-ви). Зустрічається від низин до субальпійських лісів та рідколісь, від близько рівня моря до 1800 м над рівнем моря. У змішаних низовинних хвойних лісах P. trichomanoides зростає з Agathis australis, Phyllocladus toatoa, Prumnopitys ferruginea, Podocarpus totara, Dacrydium cupressinum. Клімат включає в себе середньорічну температуру 9°C, з середнім мінімумом в найхолоднішому місяці -1°С, а середня річна кількість опадів 2700 мм.

## Використання
Деревина прямошарувата, важка і сильна і використовується для конструкцій, столярних виробів, суднових щогл, меблів, і столярних виробів. Деяка з цієї деревини добре візерунчаста червонуватим, жовтуватим і білуватим і нагадує тис (Taxus); деревина відмінно підходить для паркетної підлоги і шаф. Рідні ліси тепер головним чином захищені від експлуатації.

## Загрози та охорона
Минула лісозаготівля та вирубка лісів призвели до скорочення площ житла і фрагментації населення. Це вже припинилося. Цей вид зустрічається в багатьох охоронних районах; державна політика щодо захисту природних лісів поширюється також на приватні землі.